# Macrocera elegans
Macrocera elegans är en tvåvingeart som beskrevs av Enrico Adelelmo Brunetti 1912. Macrocera elegans ingår i släktet Macrocera och familjen platthornsmyggor. Inga underarter finns listade i Catalogue of Life.